# Arsenał w Stargardzie
Arsenał (lub Zbrojownia) – budynek położony w południowej części Starego Miasta w Stargardzie, o wymiarach 12,3 × 16,5 m, powstały ok. roku 1500. Ściany zostały udekorowane (podobnie jak baszta Morze Czerwone) układanymi z cegły zendrówki pasami rombowymi
Budynek początkowo jednokondygnacyjny w różnych okresach zmieniał swoją funkcję. W celu zwiększenia powierzchni z czasem wprowadzono drewniany strop, tworząc dwie kondygnacje. W przyziemiu znajdował się magazyn – zbrojownia, a pierwsze piętro służyło jako warsztat naprawy i produkcji sprzętu wojskowego.
Po pożarze w 1635 roku rozpoczęto przebudowę arsenału, w czasie której oparto sklepienie na dwóch sześciobocznych filarach.  Powrócono także do konstrukcji jednopoziomowej. W XIX wieku ponownie przebudowano zbrojownię, przystosowując ją do więzienia. W czasie I wojny światowej obiekt uległ zniszczeniu, a odbudowany został dopiero w 1936 roku. Arsenał ponownie uległ zniszczeniu w czasie II wojny światowej.
Zbrojownię odbudowano w latach 1974–1977, a jej wnętrza przystosowano do funkcji Archiwum Państwowego.
Stargardzki Arsenał stanowi unikat na Pomorzu, ponieważ w żadnym z miast nie zachowała się budowla o podobnym przeznaczeniu.